# Combate de Tupium
O Combate de Tupium foi um confronto entre forças brasileiras e paraguaias travado em 30 de maio de 1869 em passo Tupium no rio Aguaranchy, durante a Guerra do Paraguai. Nesta batalha prevaleceram os imperiais ainda que em número inferior.

## Batalha
As forças aliadas em avanço pelas cordilheiras souberam que uma coluna paraguaia de 1200 homens se achava estacionada na margem direita do rio Jejuy e o Conde d'Eu ordenou no dia 17 de maio de 1869 uma força, que também era composta pela 2ª divisão de cavalaria, 10ª brigada da mesma arma, um batalhão de infantaria e duas peças de atilharia, num total de 500 homens sob o comando do Visconde de Pelotas, que marchassem até aquele local. Porém a coluna paraguaia iniciou fuga e foram avistadas no dia 28 de maio nas imediações de Tupipitá, e logo chegaram em Tupium no rio Aguranchy. No dia 30 de maio os imperiais chegaram e as 10 horas da manhã se iniciou o confronto, com os primeiros tiros de artilharia.
As forças paraguaias foram pegas de surpresa enquanto estavam tentando atravessar o passo. Dado a impossibilidade de fugirem as tropas do coronel Galeano foram obrigadas a empreenderem combate e se dividiram no terreno, a direita se apoiando em uma mata cerrada e a esquerda em um grande banhado que possuía uma trincheira. O ataque brasileiro foi energético e rápido e deixou um saldo de 500 mortos e 300 prisioneiros, entre eles jovens de 10 a 15 anos, no lado paraguaio e 126 mortos e feridos no lado imperial.
Após a batalha as forças brasileiras libertaram muitas famílias que haviam sido feitas prisioneiras a mando de López que estavam naquela região.